# Danza serba
Danze tradizionali della repubblica serba

## Šetnja
Šetnja letteralmente significa “passeggiata”.
Veniva suonata in occasione di diverse festività.
La danza aveva inizio qualora un ballerino pagasse uno dei diversi gruppi di musicisti zingari. Gli amici si legavano uno ad uno alla sinistra del primo ballerino, dando vita ad una danza di catena. La Šetnja cominciava a serpeggiare per tutta l'area di ballo riunendo sempre più persone e quando il cerchio aperto era abbastanza grande, i musicisti suonavano più velocemente e il ballo terminava.
La Šetnja è ballata tutt'oggi anche nel sud  Italia e questo schema di ballo viene riprodotto fedelmente.